# 曲线
曲线指动点在空间中运动方向连续变化的轨迹。直线是特殊的曲线。
在现代数学中，曲线的定义是连续函数在拓扑空间上区间的图像。

## 历史
- 若尔当曲线定理
- 变分法（最速降線問題、等時降線）
- 希爾伯特第十六問題
- 皮亚诺曲线和其他Space-filling curve
- 卷绕数

## 定义
在数学上，一条曲线的定义为：
设{\displaystyle I=[a,b]}为一实数区间，即实数集的非空子集，那么曲线{\displaystyle c}就是一个连续函数{\displaystyle c:I\rightarrow X}的映射，其中{\displaystyle X}为一个拓扑空间。
我们常遇到的平面曲线的拓扑空间为{\displaystyle \mathbb {R} ^{2}}。
若f是单射的，则 c是简单曲线（simple curve）。
若{\displaystyle I=[a,b]}和{\displaystyle f(a)=f(b)}，f是闭曲线（closed curve）或環圈。

## 曲线方程
一般来说，当在{\displaystyle \mathbb {R} ^{n}}下一些符合一条方程的点的集合组成一条曲线时，那方程就叫那曲线的曲线方程（curvilinear equation，curve equation）。
例如，{\displaystyle x^{2}+y^{2}=1}是单位圆的曲线方程，因为有且仅有单位圆上的点符合这条方程；因这些点组成一个单位圆，故该方程正代表着平面上的单位圆。

## 曲线长度
若{\displaystyle \gamma (t):[a,b]\to X\subset R^{n}}，则其长度是
{\displaystyle L(\gamma )=\int _{a}^{b}\left|\gamma '(t)\right|\mathrm {d} t}

### 平面曲线
例如，若一条平面曲线可表达成标准方程{\displaystyle y=f(x)}，那么它的长度就是：
{\displaystyle \int _{a}^{b}{{\sqrt {\left[f'\left(x\right)\right]^{2}+1}}\;{\rm {d}}x}}
其中{\displaystyle a\,}、{\displaystyle b\,}为{\displaystyle x\,}的上下限。
若平面曲线可表达成参数方程{\displaystyle x(t),y(t)}，那么它的长度就是：
{\displaystyle \int _{\alpha }^{\beta }{{\sqrt {\left({x'}\right)^{2}+\left({y'}\right)^{2}}}{\rm {d}}t}}
其中{\displaystyle \alpha \,}、{\displaystyle \beta \,}为{\displaystyle t\,}的上下限。